# Goughtangara
Goughtangara (Rowettia goughensis), även kallad goughfink, är en akut utrotningshotad fågel i familjen tangaror som enbart förekommer på en enda liten ö i Sydatlanten.

## Utseende och läten
Goughtangaran är en stor (18 cm) och bastant finkliknande fågel. Hanen är enhetligt matt olivgrön med gult på panna och ögonbrynsstreck. Undersidan är något ljusare med en tydlig svart haklapp. Den svarta näbben är bred men ändå spetsig. Honan och ungfågeln är beigegrön, kraftigt streckad ovan och mörkbrun under. Sången består av en ljus, sorgsam vissling, medan kontaktlätet beskrivs som ett "keet keet".

## Utbredning och systematik
Fågeln förekommer enbart på Gough Island i södra Atlanten. Den placeras som enda art i släktet Rowettia. 

### Familjetillhörighet
Liksom andra finkliknande tangaror placerades denna art tidigare i familjen Emberizidae. Genetiska studier visar dock att den är en del av tangarorna.

## Status
IUCN kategoriserar arten som akut hotad. Utbredningsområdet minskar kraftigt till följt av predation från införda möss. Den har tvingats bort från kustområden till mindre optimala höglänta miljöer, vilket fått arten att minska i antal. Sentida studier visar dock att beståndet har varit stabilt det senaste decenniet. Världspopulationen uppskattas till 1118–2030 vuxna individer.